# (2008) Konstitutsiya
(2008) Konstitutsiya – planetoida z zewnętrznej części pasa głównego asteroid okrążająca Słońce w ciągu 5 lat i 278 dni w średniej odległości 3,21 au. Została odkryta 27 września 1973 roku w Krymskim Obserwatorium Astrofizycznym w Nauczny na Krymie przez Ludmiłę Czernych. Nazwa planetoidy pochodzi od Konstytucji ZSRR przyjętej w 1977 roku. Przed jej nadaniem planetoida nosiła oznaczenie tymczasowe (2008) 1973 SV4.